# Ochyrocera
Ochyrocera é um gênero de aranha, que foi descrito pela primeira vez por Eugène Louis Simon em 1892. É pertencente à família Ochyroceratidae, composto por aranhas que possuem 6 olhos e tamanho de até 2 milímetros.

## Espécies
A espécie-tipo é O. arietina, coletada na ilha de São Vicente e Granadinas, nas Antilhas, e descrita por Simon em 1892.
Diversas espécies deste gênero foram batizadas em homenagem a personagens fictícios. 
O. laracna e O. ungoliant foram batizadas em homenagem a aranhas de O Senhor dos Anéis, e O. aragogue em homenagem a uma aranha gigante de Harry Potter. O. atlachnacha homenageia aranha com rosto humano criada por H. P. Lovecraft. O. varys homenageia um personagem humano de Game of Thrones, apelidado de aranha.
Inspiradas em obras para o público infantil há O. misspider, com origem na personagem Miss Spider, e O. charlotte inspirada em personagem de A menina e o porquinho.
O. dorinha, O. magali, O. monica e O. rosinha, descritas em 2021, homenageiam personagens da Turma da Mônica.